# George el Solitari
George el Solitari era una tortuga, concretament un enorme mascle, últim supervivent de la subespècie de tortuga marina Chelonoidis nigra abingdoni. Amb la seva mort del 24 de juny de 2012, va desaparèixer la seva subespècie. Aquesta tortuga vivia a les illes Galápagos, situades al Pacífic, a un miler de km de la costa de l'Equador continental. La fauna d'aquestes illes i la seva flora presenten un elevat nombre d'espècies endèmiques, com tortugues terrestres enormes, iguanes marines, pinsans...
Se'l va trobar a l'illa Pinta el 1972 i poc després es va dur al centre d'investigació. Pesava uns 90 kg, i feia uns 100 cm, i es considera que tenia més de 100 any en el moment de la seva mort (aquesta subespècie podia viure entre 120 i 200 anys). En els últims any vivia en un corral amb dues femelles de la subespècie més semblant que hi ha, però no hi havia pogut haver reproducció entre ells. Es creu que George havia viscut sol des de molt jove i no havia après les pautes de comportament i de relació amb els seus congèneres. S'hi havien inclòs mascles d'una altra espècie perquè li servissin de referència i se l'havia deixat en llibertat vigilada amb les femelles a l'illa Pinta, però no havia criat.
La clonació de moment es donava per descartada, ja que no es té experiència d'aquesta tècnica aplicada a rèptils. Un altre intent de cria de tortugues ja ha tingut èxit. Es tracta de la tortuga de l'illa Espanyola que estava a punt d'extingir-se. Es van recollir 11 femelles i dos mascles i es va aconseguir l'enviament d'un mascle del Zoo de San Diego, conegut com a Dieguito, que va ser fonamental en la cria del grup. Actualment ja s'han dut 1.400 tortugues joves a l'illa Espanyola.